# Hudiksvalls FF
Hudiksvalls Förenade Fotboll är en fotbollsförening som bildades 2011. Föreningens huvudsakliga föregångare hette Hudiksvalls ABK och har en historia som sträcker sig tillbaka till 1931. ABK hade under perioder även träningsverksamhet inom handboll, boxning och innebandy.

## Bildande
År 2011 ingicks ett samarbete mellan Hudiksvalls ABK, Högs SK, Näsvikens IK och Strands IF, till vilket 2012 Bjuråkers GIF, Enångers IK, Forsa IF och BK Vismarå anslöt sig. Samarbetet gavs namnet Hudiksvalls Förenade Fotboll (HuFF). Hudiksvalls ABK överlät sin plats i seriesystemet åt den nya föreningen och upplöstes därmed.
Hudiksvalls FF spelar i vit överdel och röda byxor på sin hemmaplan, Sparbanken Arena. Laget har länge varit Hälsinglands främsta i fotboll och 2021 spelade man i division 1. 2024 spelar A-laget i Division 2 norra Svealand. 

## Historien i punktform
För historia innan 2011, se respektive förening.
- 2011: Hudiksvalls FF (HuFF) bildades. Laget slutade på en andraplats i tabellen efter Östersunds FK.
- 2014: Laget slutade på en andraplats i division 2 Norrland efter Piteå IF.
- 2015: Laget kom återigen på en andraplats i division 2 Norrland, denna gång efter Team Thoréngruppen FF.
- 2016: Även detta år blir det en andraplats i division 2 Norrland, nu efter Sandvikens IF, och förlorar därefter det nya kvalspelet upp till division 1.
- 2018: Laget ledde länge serien detta år, men tappar serieledningen i slutet av säsongen till Bodens BK och föll återigen i kvalet upp till division 1.
- 2020: Laget vann division 2 Norra Svealand och avancerade upp i division 1.

## Säsonger (fr.o.m. 2000)
| Säsong | Nivå | Division   | Avdelning      | Tabellplacering | Förändringar                |
| ------ | ---- | ---------- | -------------- | --------------- | --------------------------- |
| 2000   | 4    | Division 3 | Södra Norrland | 5               |                             |
| 2001   | 4    | Division 3 | Södra Norrland | 2               | Kvalade till Division 2     |
| 2002   | 4    | Division 3 | Södra Norrland | 3               |                             |
| 2003   | 4    | Division 3 | Södra Norrland | 6               |                             |
| 2004   | 4    | Division 3 | Södra Norrland | 2               | Kvalade till Division 2     |
| 2005   | 4    | Division 3 | Södra Norrland | 1               | Avancerade till Division 2  |
| 2006*  | 4    | Division 2 | Norrland       | 5               |                             |
| 2007   | 4    | Division 2 | Norra Svealand | 6               |                             |
| 2008   | 4    | Division 2 | Norra Svealand | 12              | Degraderade till Division 3 |
| 2009   | 5    | Division 3 | Södra Norrland | 1               | Avancerade till Division 2  |
| 2010   | 4    | Division 2 | Norra Svealand | 8               |                             |
| 2011   | 4    | Division 2 | Norrland       | 2               |                             |
| 2012   | 4    | Division 2 | Norra Svealand | 5               |                             |
| 2013   | 4    | Division 2 | Norrland       | 4               |                             |
| 2014   | 4    | Division 2 | Norrland       | 2               |                             |
| 2015   | 4    | Division 2 | Norrland       | 2               |                             |
| 2016   | 4    | Division 2 | Norrland       | 2               | Kvalade till Division 1     |
| 2017   | 4    | Division 2 | Norrland       | 3               |                             |
| 2018   | 4    | Division 2 | Norrland       | 2               | Kvalade till Division 1     |
| 2019   | 4    | Division 2 | Norra Svealand | 5               |                             |
| 2020   | 4    | Division 2 | Norra Svealand | 1               | Avancerade till Division 1  |
| 2021   | 3    | Division 1 | Norra          | 16              | Degraderade till Division 2 |
| 2022   | 4    | Division 2 | Norra Svealand | 3               |                             |
| 2023   | 4    | Division 2 | Norra Svealand | 7               |                             |
| 2024   | 4    | Division 2 | Norra Svealand | 13              | Degraderade till Division 3 |

## Spelare

### Spelartruppen
(L) = inlånad| Nr | Land    | Pos | Namn                  |
| -- | ------- | --- | --------------------- |
| 1  | Sverige | MV  | Sebastian Jonsson     |
| 20 | Sverige | MV  | Andreas Molin         |
| 2  | Sverige | F   | Alexander Jonsson     |
| 3  | Sverige | F   | Ludvig Pärlenskog     |
| 5  | Sverige | F   | David Wallin          |
| 15 | Sverige | F   | Leon Ekengren         |
| 23 | Sverige | F   | Elias Borg            |
| 6  | Sverige | MF  | Ruben Palmcrantz      |
| 7  | Sverige | MF  | Vilde Hernbrand Ståhl |
| 10 | Sverige | MF  | Viggo Rogström        |
| 11 | Sverige | MF  | Konrad Mc Keown       |

| Nr | Land    | Pos | Namn                 |
| -- | ------- | --- | -------------------- |
| 14 | Sverige | MF  | Elton Mc Keown       |
| 18 | Sverige | MF  | Pelle Hedlund        |
| 21 | Sverige | MF  | Johan Olsson         |
| 24 | Sverige | MF  | Philip Ekman (L)     |
| 8  | Sverige | A   | Oliver Grenholm (L)  |
| 9  | Sverige | A   | Christoffer Lindberg |
| 13 | Sverige | A   | Alvin Brisvåg        |
| 16 | Sverige | A   | Asad Nur             |
| 17 | Sverige | A   | Jaffar Adam          |
| 27 | Sverige | A   | Dildar Cetin         |

### Utlånade spelare
| Nr | Land | Pos | Namn |
| -- | ---- | --- | ---- |
|    |      |     |      |

| Nr | Land | Pos | Namn |
| -- | ---- | --- | ---- |

## Matcher och målskyttar
- Mesta spelare i seriespel för HuFF: Pelle Lööf - 160 matcher (oktober 2018)
- Mesta målskytt i seriespel för HuFF: Pelle Lööf - 114 mål (oktober 2018).

- Mesta spelare i seriespel för ABK: Sven-Erik Humla - 21 säsonger och sammanlagt 460 matcher. 48 mål.
- Mesta målskytt i seriespel för ABK: Göran Sundfors - 74 mål på 8 säsonger och sammanlagt 190 matcher.

## Kända spelare och ledare
- Lars Lagerbäck, tränade Hudiksvalls ABK 1988-1989.
- Tomas Brolin, stod i mål i en match år 1998.
- Fredrik Sundfors, framgångsrik (och ett tag landslagsaktuell) målvakt i GIF Sundsvall under 00-talet.
- Pär Johansson
- Jonas Wallerstedt

## HuFF och Silverbollen
HuFF:are/ABK-are som fått Silverbollen (Hälsinglands bäste fotbollsspelare) under åren:
- 1972 Folke Månström
- 1974 Lars-Gunnar Tjärnås
- 1975 Göran Sundfors
- 1976 Lasse Pettersson
- 1978 Kenneth Åslund
- 1979 Peter Lindholm
- 1982 Tony Bergström
- 1983 Håkan Flodin
- 1984 Per Löfkvist
- 1990 Stefan Jonsson
- 1991 Alex Cybuleski
- 1992 Jan Westin
- 2002 Thomas Ehrenbrandt
- 2004 Mikael Skjärvold
- 2005 Peter Vallin
- 2009 Jesper Karlsson
- 2010 Lars Skärpe
- 2011 Siksten Kasimir
- 2012 Pontus Silfver
- 2014 Mehmed Hafizovic
- 2017 Cristoffer Ericson
- 2018 Niclas Larsson